# Feed the Beast (album)
Feed the Beast è il primo album in studio della cantante tedesca Kim Petras, pubblicato nel 2023.

## Tracce
1. Feed the Beast – 2:30
2. Alone (with Nicki Minaj) – 3:05
3. King of Hearts – 2:51
4. Thousand Pieces – 2:23
5. Uhoh – 2:50
6. Revelations – 2:50
7. Bait (featuring Banks) – 2:35
8. Sex Talk – 2:35
9. Hit It from the Back – 2:28
10. Claws – 3:13
11. Minute – 3:05
12. Coconuts – 2:49
13. Castle in the Sky – 2:25
14. Brrr – 2:32
15. Unholy (with Sam Smith) (bonus track) – 2:36